# Булыга, Сергей Алексеевич
Серге́й Алексе́евич Булы́га (17 сентября 1953, Минск — 24 октября 2021) — белорусский писатель и сценарист.

## Биография
Родился 17 сентября 1953 года в Минске.
В 1975 году окончил Белорусский политехнический институт по профессии инженер-электрик, в 1981 году — Высшие двухгодичные курсы сценаристов и режиссёров. Печатался с 1980 года. Член СК Беларуси (1991), СРП (1999).
Автор сказочной фантастики, рассказов и сказок для детей и взрослых, киносценариев, романов и повестей в жанре исторической фантастики.
Публиковался на русском, белорусском, украинском, польском и английском языках.
C 2013 по 2015 год — заместитель главного редактора журнала фантастики «Космопорт».
Жил в Минске.
Скончался 24 октября 2021 года от осложнений коронавирусной инфекции.

## Литературные труды
- «Шпоры на босу ногу», приключенческая повесть из эпохи наполеоновских войн, М., 1990
- «Бродяга и фея», сборник рассказов фэнтези; Минск, Эридан, 1991
- «В среду, в час пополудни», исторический, с элементами фэнтези и мистики, роман о полулегендарном князе Всеславе Чародее, действие происходит в XI-м веке; М., Армада, 1997
- «Тюрем-тюремок», суровые сказки для взрослых, Минск, Met, 2000
- «Чёрная сага», роман фэнтези, М., Вече, 2002
- «Ведьмино отродье», роман фэнтези; М., Вече, 2002
- «Чужая корона», роман фэнтези; М., ЭКСМО, 2004
- «Шпоры на босу ногу», историко-приключенческий роман о войне 1812 года на территории Беларуси; М., Вече, 2006
- «Железный волк», расширенная версия исторического, с элементами фэнтези и мистики, романа о полулегендарном князе Всеславе Чародее и его эпохе; М., Вече, 2006, переиздание — М., Вече, 2014, дополненное переиздание — М., Вече, 2018.
- «Жаркое лето 1762-го», историко-приключенческий роман, с элементами фантастики, о свержении императора Петра Третьего; М., Вече, 2009
- «Углицкое дело», историко-детективный роман о раскрытии самого загадочного преступления в истории России — гибели царевича Дмитрия Иоанновича в городе Угличе в 1591-м году; М., Вече, 2011, переиздание — М., Вече, 2018
- «Царское дело», историко-детективный роман о событиях, последовавших после загадочной смерти царя Ивана Грозного в марте 1584-го года; М., Вече, 2013, переиздание — М., Вече, 2018
- «Грозное дело», историко-детективный роман о расследовании обстоятельств внезапной смерти царевича Ивана Ивановича в Александровой Слободе в ноябре 1581-го года; М., Вече, 2015, переиздание — М., Вече, 2018
- «Правило правой руки» — сборник, одноименная повесть и рассказы различных направлений фантастики, Иерусалим, Млечный Путь, 2016
- «Сибирское дело», историко-приключенческий роман о расследовании гибели атамана Ермака Тимофеевича, события происходят в Сибири в 1586-м году; М., Вече, 2017
- «Золотое дело», историко-приключенческий роман с элементами мистики о поисках легендарной Золотой Бабы, события происходят в Сибири, в Югорской земле, в 1596-м году; М., Вече, 2018
- «Огненные буквы», сборник рассказов, городское фэнтези о мальчишках и девчонках среднего школьного возраста, — Минск, Книжный Дом, Литера Гранд, 2018
- «Дикий физик», сборник рассказов, городское фэнтези о мальчишках и девчонках среднего школьного возраста, — Минск, Книжный Дом, Литера Гранд, 2019
- «Тень Серебряной горы» — приключенческий, с элементами мистики роман об одном загадочном эпизоде многочисленных русско-чукотских войн, события происходят на Колыме и Чукотке в 1737 году; — М., Вече, 2019
- «Персидское дело», историко-приключенческий роман о доставке диковинного зверя «слон» из Персии в Москву в 1593 году; М., Вече, 2020.

## Литературные премии и номинации
- 2005 — Премия имени И. А. Ефремова Союза писателей России и Совета по фантастической и приключенческой литературе в категории «За выдающееся литературно-художественное произведение» — за роман «Чужая корона»[2]
- 2014 — Номинация на премию Европейского общества научной фантастики в категории «Лучший автор»[3]